# Dunston - Licenza di ridere
Dunston - Licenza di ridere (Dunston Checks In) è un film del 1996 diretto da Ken Kwapis.
Le riprese del film si sono svolte dal 17 aprile 1995 al 21 luglio 1995.

## Trama
Robert Grant è il direttore di un lussuoso albergo a cinque stelle. In questo hotel, l'uomo vive assieme ai suoi due figli: Kyle e Brian.
Tra i componenti della clientela dell'albergo, vi è anche un ladro di gioielli che tiene con sé un orango di nome Dunston utilizzato per rubare diamanti e oggetti preziosi.
Kyle, il figlio minore di Robert, diventa amico dell'animale e cerca di proteggerlo e salvarlo dal ladro. Il film si conclude con Robert, i  due figli e Dunston che si trasferiscono in Indonesia a gestire un hotel a Bali.

## Località delle riprese
Le riprese furono girate a Los Angeles nell'edificio Bullocks Wilshire, ubicato sulla Wilshire Boulevard.

## Incassi
Dunston - Licenza di ridere fu proiettato per la prima volta il 12 gennaio 1996.
Con un budget di 16 milioni di dollari, il film ottenne 9,9 milioni di dollari.